# Impatiens loulanensis
Impatiens loulanensis är en balsaminväxtart som beskrevs av Joseph Dalton Hooker. Impatiens loulanensis ingår i släktet balsaminer, och familjen balsaminväxter. Inga underarter finns listade i Catalogue of Life.